# José González (ur. 1991)
José del Carmen „Pibe” González Joly (ur. 5 maja 1991 w Colón) – panamski piłkarz występujący na pozycji lewego pomocnika, reprezentant Panamy, od 2025 roku zawodnik Tauro.

## Kariera klubowa
González pochodzi z Villa Caribe, dzielnicy miasta Colón – jest najmłodszym z czwórki rodzeństwa. Po ukończeniu szkoły średniej studiował administrację morską i portową na lokalnej uczelni, jednak po dwóch latach zrezygnował ze studiów, koncentrując się na karierze piłkarskiej. Jest wychowankiem krajowego potentata – klubu CD Árabe Unido. Do pierwszej drużyny został włączony w wieku dziewiętnastu lat przez szkoleniowca Wilmana Conde i w Liga Panameña zadebiutował 27 lutego 2011 w przegranym 0:2 spotkaniu z Tauro. Premierowego gola w najwyższej klasie rozgrywkowej strzelił natomiast 17 kwietnia tego samego roku w wygranej 3:0 konfrontacji z Alianzą. Już po upływie kilku miesięcy wywalczył sobie pewne miejsce w wyjściowym składzie, zostając wyróżniającym się graczem rozgrywek. W jesiennym sezonie Apertura 2012 zdobył z Árabe mistrzostwo Panamy, zaś rok później – w sezonie Apertura 2013 – otrzymał w oficjalnym plebiscycie LPF nagrodę dla najlepszego piłkarza ligi panamskiej.
W grudniu 2013 oficjalnie ogłoszono przenosiny Gonzáleza do kolumbijskiego drugoligowca América Cali. Ostatecznie do transferu jednak nie doszło, a kilka dni później zawodnik został wypożyczony do innego klubu z Kolumbii – Uniautónoma FC, wówczas absolutnego beniaminka pierwszej ligi. Jedyny występ w Categoría Primera A zanotował 12 kwietnia 2014 w wygranym 1:0 meczu z Millonarios, nie potrafiąc się przebić do wyjściowej jedenastki i po nieudanych sześciu miesiącach spędzonych w Uniautónomie powrócił do Árabe. W jego barwach w sezonie Apertura 2014 wywalczył tytuł króla strzelców ligi panamskiej (ex aequo z Yairo Yau) z ośmioma golami na koncie. W wiosennym sezonie Clausura 2015 jako kluczowy gracz zdobył z drużyną Sergio Guzmána swoje drugie mistrzostwo Panamy, zaś kolejny tytuł mistrzowski wywalczył pół roku później – w sezonie Apertura 2015. Wówczas także znalazł się w ogłoszonej przez LPF najlepszej jedenastce rozgrywek. W sezonie Clausura 2016 po raz kolejny został wybrany do najlepszej jedenastki ligi panamskiej. W sezonie Apertura 2016 wywalczył czwarte mistrzostwo Panamy, natomiast podczas rozgrywek Clausura 2017 i Apertura 2017 osiągnął z Árabe dwa tytuły wicemistrza kraju.
W styczniu 2018 González udał się na roczne wypożyczenie do peruwiańskiego Uniónu Comercio. W peruwiańskiej Primera División zadebiutował 5 lutego 2018 w przegranym 2:3 pojedynku ze Sportem Huancayo.

## Kariera reprezentacyjna
W seniorskiej reprezentacji Panamy González zadebiutował za kadencji selekcjonera Hernána Darío Gómeza, 17 lutego 2016 w wygranym 1:0 meczu towarzyskim z Salwadorem. W styczniu 2017 został powołany na turniej Copa Centroamericana, podczas którego wystąpił w dwóch z pięciu możliwych spotkań (w obydwóch w pierwszym składzie), zaś jego kadra – będąca wówczas gospodarzem – zajęła drugie miejsce w rozgrywkach.